# السفارة السعودية في طاجيكستان
سفارة المملكة العربية السعودية في طاجيكستان، هي بعثة دبلوماسية سعودية تقع في العاصمة دوشانبي ويترأس البعثة سفير خادم الحرمين الشريفين وليد بن عبد الرحمن الرشيدان.

## وصلات خارجية
- موقع سفارة المملكة العربية السعودية في طاجيكستان
- وزارة الخارجية السعودية (بالعربية)
- Ministry of Foreign Affairs of Kingdom of Saudi Arabia (بالإنجليزية)